# ورقله، الجزایر
ورقله (به عربی: ورقلة) شهری در استان ورقله واقع در کشور الجزایر است که در سال ۱۹۹۸ میلادی ۱۲۹٫۴۰۲ نفر جمعیت داشته و جمعیت آن در سال ۲۰۰۵ میلادی به ۱۸۳٫۲۳۸ نفر رسیده‌است.